# Jonay Pineda Skallak

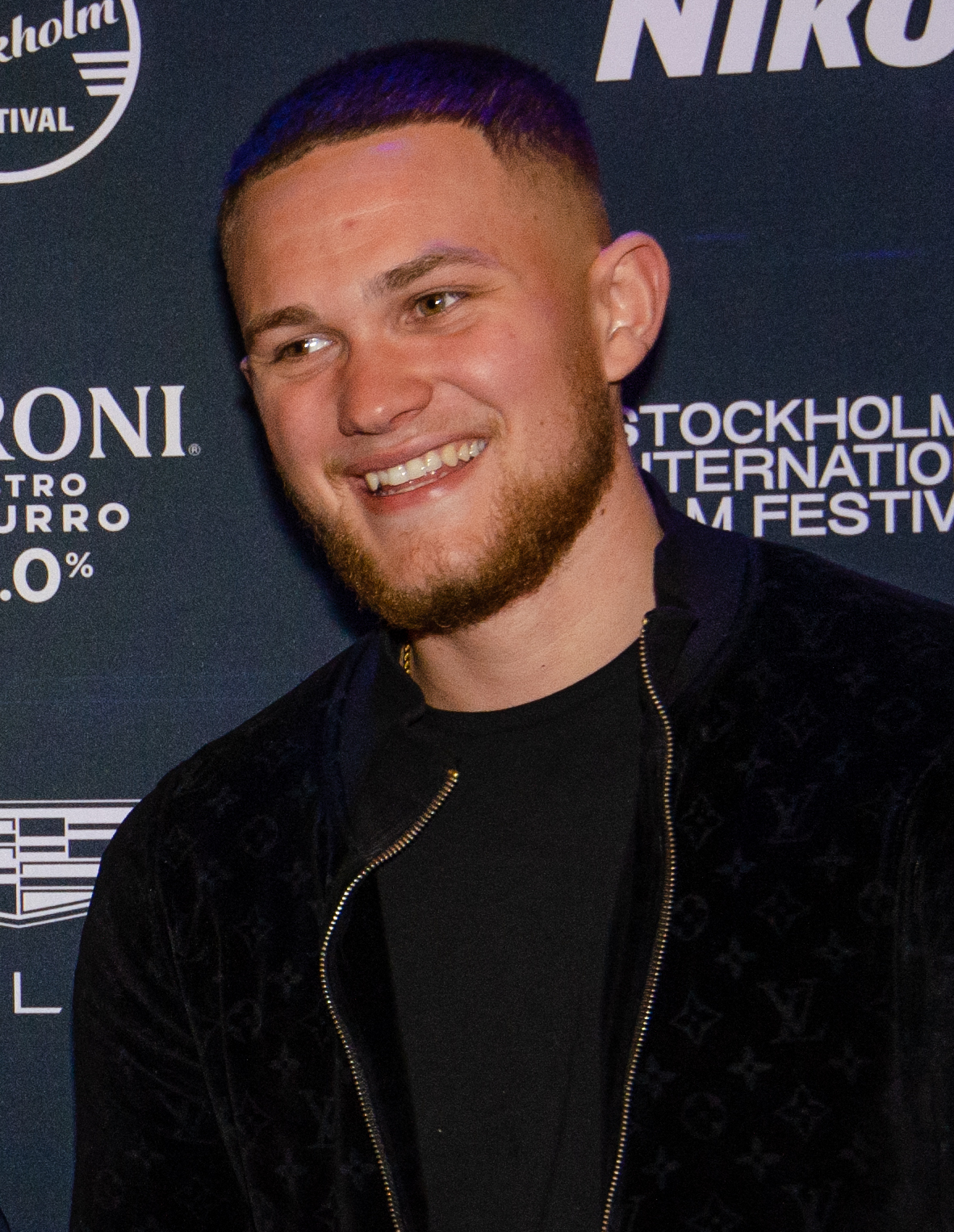
Jonay Pineda Skallak

Erik Jonay Pineda Skallak (* 9. Mai 2001) ist ein schwedischer Schauspieler.

## Leben und Karriere
Skallak wurde am 9. Mai 2001 geboren. Sein gab er 2021 in dem Film Vinterviken. Er wurde als Bester Nebendarsteller bei den Guldbagge Awards 2022 nominiert. 2022. 2023 spielte er eine der Hauptrollen in der Fernsehserie Taelgia. Im selben Jahr wurde er auf dem Stockholmer Filmfestival für den Rising Star Award nominiert.

## Filmografie
- 2021: Vinterviken
- 2023: Taelgia (Fernsehserie)